# Batrachoseps pacificus
Batrachoseps pacificus es una especie de salamandras en la familia Plethodontidae.
Es endémica de los Estados Unidos.
Su hábitat natural son los bosques templados, zonas templadas de arbustos y praderas templadas.